# Daimôn
Le daimôn (δαίμων / daímōn) est une notion religieuse et philosophique de la Grèce antique qui renvoie au divin et en est une représentation. Contrairement à Dieu (θεός / theós (theos)) ou au héros (ἥρως / hḗrōs (hérôs)), le daimôn n'est lié à aucun culte spécifique, ni à une divinité ou à une représentation.

## Ledaimôndans la littérature grecque

### Ledaimôncomme divinité
Le mot daimôn est attesté comme désignant dans la littérature grecque antique soit une divinité particulière, soit une divinité indéterminée.
Ce premier cas est relativement rare dans la littérature grecque, mais reste notable. Daimones et theoi (les daimôn et les dieux) sont cependant parfois utilisés avec le même sens, notamment chez Euripide. Chez Homère, dans l’Iliade, daimôn désigne le plus souvent Aphrodite, mais aussi parfois Zeus et Apollon. Dans son Apologie de Socrate, Platon fait dire à ce dernier que « les démons sont des enfants de dieux, des bâtards nés de Nymphes ou d’autres personnages comme le rapporte la tradition.»
Le deuxième cas est plus courant, notamment chez Homère. Le terme de daimôn est souvent utilisé pour désigner une puissance divine inconnue de celui qui la mentionne ; son identité échappe au locuteur. Il est la puissance non-identifiée qui cause. Il peut causer une pensée, (par exemple dans l'Iliade, un daimôn insuffle à Achille des pensées irréfléchies) ; il est mobilisé par Télémaque lorsque celui-ci est enlevé des mains de ses ennemis et ramené au port dans l’Odyssée. Dans ce deuxième cas, il arrive que, plusieurs vers ou lignes plus loin, l'auteur utilise le mot theos en remplacement de daimôn , assimilant ainsi cette acception de daimôn à un dieu indéfini.

### Ledaimôncomme sort ou destin
Le daimôn est parfois assimilé au destin, c'est-à-dire à la μοίρα / moíra (moïra) ou à la τύχη / týkhē (Tyché). On remarque une parenté étymologique entre l'idée de partage, ou de répartition, et celle de destin. Le mot daimôn est dérivé de la racine indo-européenne *da(i)-, qui donne en grec ancien le verbe daiomai (« partager, diviser, distribuer »), dont est issu par exemple dais (le repas). Le mot moïra vient lui-même de meiromai (« partager, diviser »).
Le daimôn est dans ce cas une sorte de puissance supérieure qui est la cause d'évènements qui lient ou contraignent le héros ; ils lui sont le plus souvent défavorables. L'Odyssée donne plusieurs exemples de l'utilisation du mot daimôn dans ce sens, comme lorsque le narrateur écrit que c'est le daimôn qui a causé les aventures d'Ulysse qui le séparent de sa demeure (ἐπέκλωσεν τὰ γε δαίμων / epéklōsen tà ge daímōn). Dans les Pythiques, Pindare écrit que « les succès ne dépendent pas des hommes. C’est le daimôn qui les donne. Tantôt il lance et élève l’un, tantôt sa main rabaisse l’autre ».

### Ledaimôncomme esprit vengeur
Le daimôn est parfois associé à un esprit vengeur. Il s'exprime alors par des actions punitives visant ceux qui ont transgressé les normes sociales (la θέμις, Thémis). Dans l'esprit grec, la transgression de ces normes sociales met implicitement en danger le groupe social et doit être punie.
Dans ce cas, le daimôn est fortement associé aux figures vengeresses traditionnelles comme les Kères et les Érinyes. Ces dernières, dont la tâche dans la mythologie est de veiller à ce que les membres d'un genos (une famille) ne transgresse pas les normes, sont régulièrement associées au daimôn ainsi qu'au concept de Δίκη (la justice). Ainsi, dans Agamemnon, le chœur chante à la fin de la pièce pour déplorer le daimôn qui s'est abattu sur la famille des protagonistes. Dans Les Sept contre Thèbes, le daimôn est décrit comme « perché sur le cadavre comme un corbeau odieux ».
Le daimôn est parfois assimilé de manière plus précise à un esprit vengeur de crimes. Il prend alors le rôle d'ἀλάστωρ / alástōr. Jean Carrière écrit ainsi que le daimôn est tout à la fois « la fureur qui enfièvre, mais aussi la vindicte qui pourchasse ».

### Agathos Daimon
Agathos Daimon ou Agathodémon était un dieu domestique à qui, avec Zeus Sôter, des libations étaient faites après un repas. Dans l'Antiquité (post)ptolémaïque ultérieure, il assuma deux rôles partiellement distincts ; l'un comme Agathos Daimon, un dieu civique serpentin éminent qui servait de protecteur spécial d'Alexandrie. L'autre en tant que genre de dieux domestiques serpentins, les Agathoi Daimones, protecteurs individuels des maisons dans lesquelles ils étaient vénérés.

## Ledaimônen philosophie

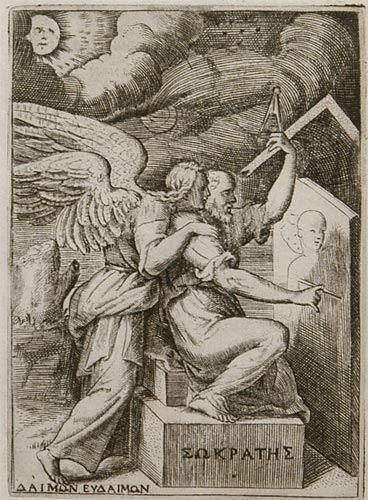
Représentation du daimôn de Socrate.

Platon mentionne le daimôn à de multiples reprises dans ses dialogues, avec des sens parfois différents. Cela incitera ses commentateurs à s'intéresser à la multiplicité des figures démoniques dans les siècles qui suivront (cf. Postérité de la démonologie platonicienne). Platon mentionne notamment le daimonion de Socrate et les figures de daimôn dans le Phédon (107 d - 108 c), la République (617 e - 620 d-e), et le Timée (90 a-c).

### Le culte dudaimônintérieur
Le daimôn de Socrate est un des concepts les plus connus liés à Socrate, quand bien même le terme n'est jamais employé par Platon pour le nommer ; l'auteur lui préfère en effet le terme de signe démonique (δαιμόνιον σημεῖον / daimonion sêmeion).
Selon Platon, le daimonion de Socrate lui souffle ses réponses lorsqu'il s'exprime sur un sujet ; Socrate s'en disait inspiré, car il lui suggérait ses résolutions, et surtout ce qu'il ne devait pas faire. Il est donc un « empêchement mystérieux » (θαυμάσιον τι γέγονεν / thaumasion ti gegonen). Il est défini comme « une sorte de voix » (φωνή τις / phônè tis). Socrate dit qu'il « pense que peu de gens voire personne ne l'a jamais eu avant [lui] ». Ce daimôn lui aurait ainsi conseillé, un jour, de ne pas emprunter une certaine route. Le philosophe suivit son conseil tandis que ses compagnons restèrent. Un peu plus tard, ils furent bloqués par un troupeau de porcs et arrivèrent couverts de boue.

### Ledaimôncommemetaxu
Dans Le Banquet, Platon rapporte l'enseignement de Diotime à Socrate, où celle-ci décrit à celui-là le daimôn comme un messager, un intermédiaire (metaxu) entre le mortel et l'immortel : 
« Tout ce qui est démonique est intermédiaire entre ce qui est mortel et ce qui est immortel.
— Avec quelle fonction ? demandai-je.

— Il interprète et communique aux dieux ce qui vient des hommes et aux hommes ce qui vient des dieux : les prières et les sacrifices des premiers, les injonctions des seconds et leurs faveurs, en échange des sacrifices ; et, d'autre part, étant intermédiaire entre les uns et les autres, ce qui est démonique en est complémentaire, de façon à mettre le Tout en liaison avec lui-même. C'est grâce à cette sorte d'être qu'ont pu venir au jour la divination dans son ensemble, la science des prêtres touchant les choses qui ont rapport aux sacrifices, aux initiations, aux incantations, à la prédiction en général et à la magie. Le dieu, quant à lui, ne se mêle pas à l'homme ; mais toutefois, grâce à cette nature moyenne, c'est d'une façon complète que se réalise pour les dieux la possibilité d'entrer en relation avec les hommes et de converser avec eux, soit pendant la veille, soit pendant le sommeil. »
Socrate utilise cette discussion avec Diotime lors du Banquet pour assimiler Éros, qui était à l'époque considéré comme un dieu, à un daimôn. Le terme ne recouvre alors pas le daimôn personnel de Socrate, mais bien une divinité extérieure.

## Postérité de la démonologie platonicienne
Les exégètes postérieurs au philosophe ont essayé de créer une cohérence entre ce daimonion de Socrate et les différentes figures de daimôn précédemment citées. Les questionnements sur le sujet sont multiples : tout d'abord, si le daimonion de Socrate est le même que le daimôn en général ; et si le daimôn est extérieur à nous, comme cela est indiqué dans ces deux premiers dialogues, ou s'il est une partie de notre âme, comme indiqué dans le Timée.
La polysémie du daimôn, sa multiplicité de sens, lui permet une ample fécondité dans les siècles qui suivent, mais rendent la conciliation de tous ses sens difficile.

### Ledaimôncomme éthos du philosophe
Au IIe siècle, Apulée de Madaure écrit un petit traité intitulé À propos du Dieu de Socrate. Sa pensée est symptomatique du mélange des significations du mot daimôn après Platon. Dans De deo Socratis, qui est une exhortation à la pratique de la philosophie comme pensée mais aussi comme vie, Apulée met en relation le philosophe et son mode de vie, guidé, dit-il, par son daimôn. Le daimôn devient ainsi la marque du mode de vie philosophique.

Il dit en s'inspirant du dialogue de Platon :
« Non, vous répondra Platon par ma bouche, non, les dieux ne sont pas tellement distincts et séparés des hommes, qu'ils ne puissent entendre nos vœux. Ils sont, il est vrai, étrangers au contact, mais non au soin des choses humaines. Il y a des divinités intermédiaires qui habitent entre les hauteurs du ciel et l'élément terrestre, dans ce milieu qu'occupe l'air, et qui transmettent aux dieux nos désirs et les mérites de nos actions : les Grecs les appellent démons. Messagers de prières et de bienfaits entre les hommes et les dieux, ces démons portent et reportent des uns aux autres, d'un côté les demandes, de l'autre les secours ; interprètes auprès des uns, génies secourables auprès des autres… »

### Dudaimôngrec augeniuslatin
Les philosophes de langue latine transposent progressivement le concept de daimôn dans leur propre langue, en l'assimilant notamment à l'âme et au génie. Cette tournure est due soit à la lecture du Timée, où Platon écrit que le daimôn est une partie de l'âme, soit à un raisonnement étymologique, qui remarque que le mot daimôn, lorsqu'il est précédé du préfixe eu- (eudaimonas, ou eudaemonas en latin), signifie « qui a un bon daimôn, qui a une âme vertueuse ».
Apulée, dans De deo Socratis, établit une équivalence entre daimôn, animus et genius. Andréi Timotin écrit que « Genius devient ainsi, progressivement, par contamination avec la notion grecque de δαiμων, un compagnon (comes) de l’individu, éventuellement dédoublé (Lucilius, Servius), ou bien son âme rationnelle (animus / νοῦς, Noûs) [...] d’hypostase divine de la personnalité, de double constitué à la naissance ».
Le daimôn comme genius dispose de certaines caractéristiques des deux concepts originaux. Comme le daimôn dans une de ses acceptions grecques, il est personnel ; comme le daimôn socratique, il agit comme un guide ; comme le genius de la philosophie stoïcienne, il est divin, attaché à l'individu, et né en même temps que lui. Timotin qualifie ainsi ce syncrétisme de « lecture platonico-stoïcienne du daimôn ».

## Le daimôn chez Plotin

### Une lecture néoplatonicienne de la tradition
- Plotin, dans les Ennéades (notamment III, 4), reprend le thème du daimôn tel qu’on le trouve chez Platon (Phédon, République, Timée) mais l’inscrit dans une métaphysique de l’âme plus systématique.
- Il s’appuie sur l'idée que chaque âme est accompagnée d’un daimôn qui est l'expression de sa tension vers un certain mode de vie ou de connaissance — une tendance érotique, orientée vers un niveau ontologique.
- Chez lui, le daimôn n’est pas une entité extérieure, mais le principe même qui gouverne la vie éthique, selon le niveau d’élévation ou de dégradation de l’âme. Autrement dit, nous devenons nous-mêmes notre propre daimôn selon notre manière de vivre.

### Orientation éthique du daimôn
- Plotin propose une éthique de l’élévation, où l’âme, en perfectionnant sa vie intellectuelle, peut changer de daimôn, c’est-à-dire se lier à une instance spirituelle plus haute.
- Cette perspective implique que le daimôn n’est pas fixe à la naissance, contrairement à ce que laisseraient penser certaines interprétations platoniciennes. Il reflète le degré d’harmonisation de l’âme avec l’ordre intelligible.
- Plus l’âme s’élève vers l’Intellect (Noûs), plus le daimôn devient divin.

Citation clé (III,4,6) :

 « L’âme devient ce qu’elle contemple ».

### Témoignage de Porphyre: l’anecdote du dieu
- Porphyre, dans sa Vie de Plotin, rapporte une scène marquante : un prêtre égyptien voulut évoquer le daimôn personnel de Plotin, mais ce fut un dieu qui se manifesta à sa place.
- Ce récit illustre symboliquement que Plotin avait « dépassé » le niveau du daimôn, son âme étant déjà unie à la divinité — selon les catégories hiérarchiques du néoplatonisme.
- Il ne s’agit pas d’un miracle mais d’une image mythique d’un état métaphysique : celui dont l’âme n’est plus divisée, et qui vit dans l’unité du Bien.